# Exil der frechen Frauen
Exil der frechen Frauen ist der Titel eines mehr als sechshundert Seiten umfassenden Romans von Robert Cohen, der 2009 im Rotbuch Verlag erschien. Der Roman stellt die Epoche des antifaschistischen Exils aus der Sicht von drei Frauen dar. Die drei Hauptfiguren Olga Benario, Ruth Rewald und Maria Osten, wie die meisten Figuren, haben reale Vorbilder. Alle drei sind Deutsche, sie gehören derselben Generation an, geboren im ersten Jahrzehnt des 20. Jahrhunderts, und alle drei kommen im Kriegsjahr 1942 ums Leben. Der Roman spielt in vielen Exilländern, unter Zeitgenossen wie Anna Seghers, Isaak Babel, Margarete Steffin, Walter Benjamin, Tina Modotti, Bertolt Brecht, Claude Lévi-Strauss und Annemarie Schwarzenbach.

## Inhalt

### Inhalt allgemein
Die dargestellte Epoche umfasst die letzte Phase der Weimarer Republik, die Jahre des Exils in Frankreich, in Spanien, in der Sowjetunion und in Brasilien, wo wesentliche Teile des Romans spielen, sowie die ersten Kriegsjahre. In kurzen Vorausblicken wird das historische Geschehen bis ans Ende des zwanzigsten Jahrhunderts geführt.
Die drei Protagonistinnen Olga Benario, Ruth Rewald und Maria Osten sind realen Frauen gleichen Namens nachgebildet. Alle drei sind zwischen 1906 und 1908 geboren; alle drei sind Kommunistinnen, zwei sind jüdischer Herkunft (Benario, Rewald); zwei sind Schriftstellerinnen (Rewald, Osten), Benario ist Berufsrevolutionärin. Benario verbringt entscheidende Monate ihres Lebens in Brasilien; Rewald und Osten leben zeitweise in Paris, Osten und Benario zeitweise auch in Moskau; Rewald und Osten nehmen am spanischen Bürgerkrieg teil; Benario und Rewald bekommen etwa zur gleichen Zeit eine Tochter, Osten adoptiert ein Kind; alle drei haben Lebenspartner, die in der Kultur und Politik des Exils eine bedeutende Rolle spielen: Benarios Partner ist der damals als ‘Ritter der Hoffnung’ weltbekannte brasilianische Offizier und Revolutionär Luís Carlos Prestes, Maria Ostens Lebensgefährte ist der sowjetische Journalist und Verleger Michail Kolzow (der als literarische Figur bereits in Ernest Hemingways Wem die Stunde schlägt und in Louis Aragons Spiegelbilder erscheint), und der Vater von Ruth Rewalds Kind, Heiner Rau, ist im Spanischen Bürgerkrieg Kommandeur einer Internationalen Brigade (und später in der DDR Minister). Alle drei Frauen kommen 1942, im Alter von wenig mehr als dreißig Jahren ums Leben: Olga Benario und Ruth Rewald in Konzentrationslagern, Maria Osten wird in der Sowjetunion vom NKWD erschossen. Dieses Ende wird im 1. Kapitel vorweggenommen.

### Inhalt der drei Erzählstränge
Die Erzählung folgt den drei Hauptfiguren, deren Geschichte kapitelweise abwechselnd erzählt wird. Ein paar Mal kreuzen sich ihre Wege, zum ersten Mal im Anfangskapitel. Die Handlung setzt am 11. April 1928 ein. Die zwanzigjährige Olga Benario hat ihren Freund Otto Braun mit vorgehaltener Pistole aus der Berliner Justizvollzugsanstalt Moabit befreit. Am selben Tag begegnen sich zufällig im Berliner Café Josty die beiden angehenden Schriftstellerinnen Maria Osten und Ruth Rewald, die sich oberflächlich kennen. Beide sind begeistert von der Frechheit der jungen Olga Benario und beschließen, einen Verein frecher Frauen zu gründen.
Benario und Braun entkommen der Polizei und gehen nach Moskau. Dort trennt Benario sich bald von ihm. Sie macht Karriere in der kommunistischen Jugendbewegung und in der Komintern (Kommunistische Internationale). Sie erhält eine militärische Ausbildung und wird zu geheimen Missionen ins Ausland geschickt. Ende 1934 erhält sie von der Komintern den Auftrag, als Leibwächterin den in Moskau sich aufhaltenden brasilianischen Revolutionär Luiz Carlos Prestes auf seiner klandestinen Reise nach Brasilien zu begleiten, wo er die Leitung einer sich formierenden Widerstandsbewegung gegen die Diktatur von Getúlio Vargas übernehmen soll (7. Kapitel).
Kapitel 4–6 erzählen das bisherige Leben der Jugendbuchautorin Rewald und der Verlagsangestellten und angehenden Schriftstellerin Osten. Im Herbst 1932 zieht Osten nach Moskau zu ihrem neuen Lebenspartner, dem sowjetischen Journalisten und Verleger Michail Kolzow. Hier findet sie als Journalistin bei der in der Sowjetunion erscheinenden deutschsprachigen Deutschen Zentral-Zeitung Arbeit. Ruth Rewald, die bereits zwei Jugendbücher veröffentlicht hat, flieht nach der Bücherverbrennung und dem ‘Judenboykott’ im Mai 1933 aus Deutschland nach Paris.
Kapitel 7–16 handeln vorwiegend von Benario. Auf der wochenlangen illegalen Reise nach Brasilien erzählt Prestes ihr von dem von ihm angeführten, mehr als zwei Jahre dauernden Marsch einer aufständischen Militärkolonne durch das brasilianische Hinterland (1924–1927), ein Geschehen, das ihn weit über Brasilien hinaus berühmt gemacht hat. Ende April 1935 erreichen Benario und Prestes Rio de Janeiro. In den folgenden Monaten arbeiten sie an den Vorbereitungen für einen Volksaufstand. Auf der Suche nach Verbündeten trifft Benario im brasilianischen Hinterland mit dem berüchtigten brasilianischen Banditen Lampião zusammen (13. Kapitel). Im Herbst bricht der Aufstand gegen die Regierung Vargas aus, wenige Tage später ist er niedergeschlagen. Anfang März 1936 werden Benario und Prestes verhaftet. Im Herbst wird Benario, im siebten Monat schwanger, an Nazideutschland ausgeliefert. Damit kommt der Erzählstrang Benario vorläufig an ein Ende (er wird im 24. Kapitel wieder aufgenommen).
Unterbrochen wird die Benario-Erzählung durch das lange, aus der Sicht Rewalds erzählte 12. Kapitel, über ihr Leben im Pariser Exil mit ihrem Ehemann Hans Schaul. Im Zentrum des Kapitels steht der Erste Internationale Schriftstellerkongress zur Verteidigung der Kultur, der im Juni 1935 in Paris stattfindet, und an dem Rewald teilnimmt. Als wenig bekannte Jugendbuchautorin kaum beachtet, trifft sie an der Konferenz Maria Osten, die aufgrund ihrer Tätigkeit in Moskau viele der bekannten Konferenzteilnehmer kennt, von André Malraux und Louis Aragon bis Brecht, Babel, Walter Benjamin und Klaus Mann, und sie Rewald vorstellt. An einem langen Nachmittag erzählen Rewald und Osten einander von ihrem Exilleben.
Vom 17. bis zum 25. Kapitel wechselt die Erzählung zwischen Rewald und Osten. Im Juli 1936 beginnt der spanische Bürgerkrieg, im August findet in Moskau der erste stalinistische Schauprozess statt. Im September geht Schaul als Freiwilliger nach Spanien. Rewalds Leben wird zunehmend schwieriger. Im Mai 1937 wird ihre Tochter Anja geboren, Vater ist der mit Rewald und Schaul befreundete Heiner Rau. Auch Rau geht nach Spanien, er wird Politkommissar, später Kommandeur der XI. Internationalen Brigade, in der auch Schaul dient. Im Herbst reist Rewald auf Einladung von Rau und Schaul nach Spanien, um ein Jugendbuch über vier zu den Internationalen Brigaden übergelaufene spanische Jungen zu schreiben. Im Februar 1938 kehrt sie zu ihrer kleinen Tochter nach Paris zurück (23. Kapitel).
Osten arbeitet in Moskau an der Vorbereitung der Exilzeitschrift Das Wort. Sie korrespondiert mit vielen Exilschriftstellerinnen und Exilschriftstellern. Im Februar 1936 begleitet sie den Sänger Ernst Busch auf einer Tournee durch die Wolgadeutschen Gebiete der Sowjetunion (18. Kapitel). Im Juni reist sie nach London, um mit Brecht und anderen über deren Mitarbeit an der neuen Zeitschrift zu sprechen. Von dort begibt sie sich nach Spanien, wo sich bereits Kolzow aufhält. Beide berichten über den Bürgerkrieg, Kolzow für die Prawda, Osten für die Deutsche Zentral-Zeitung. Im Oktober adoptiert sie ein spanisches Waisenkind und reist mit ihm nach Moskau. Nach weiteren Reisen lebt sie ab Anfang 1938 mit ihrem Kind in Paris, wo sie die Außenredaktion der Zeitschrift Das Wort betreut. Im Dezember 1938 erfährt sie von Kolzows Verhaftung in Moskau. Im Mai 1939 reist sie mit dem Kind nach Moskau zurück, in der Hoffnung, Kolzow helfen zu können (25. Kapitel).
Die beiden Erzählstränge werden zweimal unterbrochen. Im 19. Kapitel, das als Theaterszene gestaltet ist, übt eine Gruppe deutscher Kommunisten in Moskau Selbstkritik und versucht, sich über die stalinistische Parteilinie klar zu werden. Dabei wird Osten als undisziplinierte und ungenügend der Parteilinie folgende Genossin belastet. Das 24. Kapitel wird aus der Sicht von Benarios brasilianischer Schwiegermutter Leocádia Prestes erzählt. Die alte Frau reist im Januar 1938 von Paris nach Berlin, wo die Gestapo ihr Olga Benarios im November 1936 im Gefängnis geborene Tochter Anita übergibt.
Kapitel 26–29 erzählen vom weiteren Schicksal von Rewald und Osten. Rewald schreibt nach der Rückkehr aus Spanien das Jugendbuch Vier spanische Jungen. Schaul kehrt nach der Auflösung der Internationalen Brigaden im November 1938 ebenfalls nach Paris zurück. Die kleine Familie lebt ohne Zukunftshoffnung dahin. Im September 1939, kurz nach Kriegsausbruch, wird Schaul in einem französischen Lager interniert. Im Mai 1940 erfolgt der deutsche Angriff auf Frankreich, im Juni wird Rewald mit ihrer Tochter an die französische Atlantikküste evakuiert (29. Kapitel). Osten, in Moskau, wird im Oktober 1939 aus der kommunistischen Partei ausgeschlossen. Anfang Februar 1940 wird Kolzow erschossen. Osten lebt mit ihrem spanischen Kind von der Hand in den Mund. Im April 1941 hält sich Brecht, mit seiner Familie auf der Flucht in die Vereinigten Staaten, kurz in Moskau auf. Osten verbringt diese Tage mit Brechts schwerkranker Mitarbeiterin Margarete Steffin, die wenige Tage nach der Ankunft in Moskau stirbt (28. Kapitel).
Kapitel 30–32 erzählen vom Ende der drei Frauen: Benario wird nach mehreren Jahren in den Konzentrationslagern Lichtenburg und Ravensbrück, im April 1942 vergast. Osten wird Ende Juni 1941, wenige Tage nach dem Einmarsch der Wehrmacht in die Sowjetunion verhaftet und Anfang August 1942 in Saratow an der Wolga erschossen. Rewald lebt mit ihrem Kind Anja in dem Flecken Les Rosiers-sur-Loire. Mitte Juli 1942 wird sie verhaftet und nach Auschwitz verschickt. Ihre Tochter kommt zu einer freundlichen Lehrerin. Im Januar 1944 wird auch das kleine Mädchen nach Auschwitz deportiert.
Das Schlusskapitel – es trägt als einziges einen Titel: Überfahrt – erzählt aus der Sicht von Anna Seghers von ihrer Überfahrt, Ende März 1941, von Marseille nach Martinique, auf einem der letzten Schiffe, die Europa noch verlassen können. Seghers, die Osten und Rewald gekannt und von Benario gehört hat, ahnt das Ende der drei Frauen voraus. Sie nimmt sich vor, nach dem Krieg über die drei Frauen zu schreiben.

## Weitere Romanfiguren
Neben den drei Hauptfiguren spielen weitere Frauen, vorwiegend künstlerisch tätige, eine wichtige Rolle. Benario, Rewald und Osten freunden sich an mit Schriftstellerinnen wie Anna Seghers, Margarete Steffin und mit der Schriftstellerin und Fotografin Annemarie Schwarzenbach, mit den Fotografinnen Tina Modotti und Gerda Taro, und mit der Karikaturistin Eva Herrmann. In den Benariokapiteln ist neben der brasilianischen Schwiegermutter vor allem Benarios Freundin Elisabeth ‘Sabo’ Ewert eine wichtige Figur. Die Genossin nimmt mit ihrem Ehemann Arthur Ewert an der Verschwörung in Brasilien Teil und wird, zusammen mit ihm von der brasilianischen Polizei aufs Schwerste gefoltert (Ende des 16. Kapitel). Sabo wird mit Benario nach Deutschland deportiert und kommt mit ihr in die Konzentrationslager Lichtenburg und Ravensbrück, wo sie stirbt.
Auch bei den Männerfiguren gilt das Interesse des Romans vor allem den künstlerisch, besonders schriftstellerisch tätigen. Dazu zählen neben Brecht, Kolzow und Walter Benjamin auch Joseph Roth, Lion Feuchtwanger, Ernst Ottwalt, Klaus Mann und der brasilianische Schriftsteller Jorge Amado, aber auch der Verleger Wieland Herzfelde und der Sänger Ernst Busch, der brasilianische Architekt Oscar Niemeyer, der französische Ethnologe Claude Lévi-Strauss und der US-amerikanische Filmregisseur Joseph Losey. Ihnen allen begegnen die drei Frauen und führen mit ihnen ausführliche Gespräche.

## Kunstgespräche
Ebenso zentral wie das politische Geschehen sind in Exil der frechen Frauen die Gespräche über Kunst. Sie kreisen um die Frage, wie Frauen künstlerisch tätig sein und eine eigene Stimme entwickeln können auf einem von Männern beherrschten Gebiet. Gibt es ein weibliches Schreiben (Ende des 1. Kapitels)? Wie kann die Fotografin Taro neben ihrem bekannteren Lebenspartner, dem Fotografen Bob Capa, einen eigenen Stil entwickeln (Kapitel 20/II)? Im Gespräch mit Maria Osten legt die Karikaturistin Eva Herrmann ihre Auffassung von der Kunst der Karikatur dar und beschreibt, wie ihre Arbeit und sie selbst von der männlichen Kritik wahrgenommen wird (Kapitel 20/I). Bei einem eleganten Abendessen in Paris reflektiert Annemarie Schwarzenbach gegenüber Osten über Aspekte der dokumentarischen Fotografie (Kapitel 25/I). Im 24. Kapitel berichtet Gerda Taro Maria Osten von einem Gespräch mit Tina Modotti, die ihre Tätigkeit als eine der großen Fotografinnen ihrer Zeit zugunsten ihres politischen Engagements aufgegeben hat.
Für Rewald wird ein Gespräch mit Isaak Babel in Paris im Jahr 1935 (Kapitel 12/II) zu einem tief in ihr Leben und ihre politische Überzeugung hineinwirkenden Ereignis (Kapitel 26/I). Maria Osten nimmt im Mai 1936 in London an einer Arbeitssitzung mit Brecht und seinen Mitarbeiterinnen und Mitarbeitern teil (18. Kapitel); im Mai 1938 diskutiert Rewald mit Walter Benjamin in Paris nach der Uraufführung von Brechts Furcht und Elend des III. Reiches über Brechts Theatertheorie (Kapitel 26/I). Olga Benario lernt in Rio den Schriftsteller Jorge Amado kennen und wohnt in seiner Wohnung einem Gespräch zwischen Amado, Niemeyer und Lévi-Strauss bei. Die drei jungen Männer, alle noch am Anfang von Karrieren, die sie weltberühmt machen sollten, diskutieren über Literatur und Architektur, und Lévi-Strauss beschreibt seine beginnende Feldforschung bei den Urvölkern Brasiliens.

## Form

### Struktur
Exil der frechen Frauen ist in dreiunddreißig Kapitel gegliedert, von denen mehrere in zwei oder drei römisch nummerierte Unterkapitel aufgeteilt sind. Als einziges trägt das 33. Kapitel einen Titel. Die Erzählung folgt chronologisch in personaler Erzählweise jeweils einer der drei Protagonistinnen, ausgenommen das 19. Kapitel (Leocádia-Kapitel) und das 33. Kapitel (Seghers-Kapitel). Das 3. und das 27. Kapitel fassen auf assoziativ-summierende Weise zwischenzeitliche Ereignisse zusammen und vermitteln die Atmosphäre der Zeit. Das erste und das letzte Kapitel stehen im Präsens, alle übrigen im Präteritum. Prägend für die Struktur des Romans ist die analeptische Erzählweise. Mit Ausnahme des Anfangs- und des Schlusskapitels wird das Geschehen durchgehend in Rückblenden erzählt. Die drei Hauptfiguren sind ständig unterwegs: in der Eisenbahn, auf Schiffen und in Flugzeugen. Während dieser Reisen erinnern sie sich jeweils an das gerade zurückliegende Geschehen. Damit wird der Handlung eine Reflexionsebene hinzugefügt.

### Bezüge zu PeterWeiss’ Ästhetik des Widerstands
Auf die Bedeutung der Ästhetik des Widerstands für Cohens Roman wurde schon früh hingewiesen. Cohen hat sich selbst zu diesem Einfluss geäußert. Er hat über Weiss’ Roman promoviert und mehrere Monographien und Aufsätze zu Weiss’ Werk verfasst. Mit der Ästhetik des Widerstands gemeinsam hat Exil der frechen Frauen das zentrale Thema des antifaschistischen Exils, bei Cohen erzählt aus der Sicht von Frauen. Wie bei Weiss gehen auch bei Cohen fast alle Romanfiguren auf historische Personen gleichen Namens zurück. Und wie bei Weiss bilden bei Cohen Kunst und Kunstbetrachtung die zweite große Thematik des Romans. Während es bei Weiss vorwiegend um die Interpretation von Kunstwerken geht, steht bei Cohen das Machen von Kunst, die künstlerische Praxis im Zentrum, besonders unter dem Gesichtspunkt eines weiblichen Künstlertums.
Im Roman selbst findet sich eine verdeckte Hommage an Die Ästhetik des Widerstands: Während ihres Spanienaufenthalts trifft Rewald in Madrid einen namenlosen jungen Mann, der sich als Ich-Erzähler von Weiss’ Roman identifizieren lässt (23. Kapitel). Die Unterteilung von Cohens Roman in 33 Kapitel nimmt eine Struktur wieder auf, die für die Ästhetik des Widerstands wie für weitere von Weiss’ Werken prägend ist, und die Weiss seinerseits von Dantes Göttlicher Komödie übernommen hat.

## Rezeption
Exil der frechen Frauen wurde nur von wenigen bürgerlichen Leitmedien beachtet. Etwa von der Neuen Zürcher Zeitung: „Mit den politischen und ästhetischen Diskursen des 20. Jahrhunderts setzt sich der Germanistikprofessor Robert Cohen seit Jahrzehnten auseinander; hier konnte er für seinen Roman ‘aus dem Vollen schöpfen’.“ (Bettina Spoerri) Die Süddeutsche Zeitung hatte den Roman bei seinem Erscheinen 2009 nicht besprochen. 2022 rezensierte sie die Taschenbuchausgabe: „Anhand der Geschichte bekannter Exilanten konnte Robert Cohen ein detailreiches Gesamtbild dieser Zeit des gewalttätigen Totalitarismus schaffen – spannend, nah an den Personen und zugleich eine Studie der Haltungen und der Psychologie aufgeklärter Menschen im Schatten des Terrors.“ (Rudolf von Bitter)
In der progressiven und linken Presse erschienen zahlreiche begeisterte Besprechungen: „Die Idee, mit Benario, Rewald, Osten eine wesentliche Periode des 20. Jahrhunderts zu erkunden, hat ein Zeitbild großer Mannigfaltigkeit, Intensität und Tiefe ermöglicht.“ (Silvia Schlenstedt – Neues Deutschland) „Cohens Geschichte des kommunistischen Exils am Beispiel dreier Frauen gehört zu den bewegendsten, engagiertesten und differenziertesten Darstellungen linker Geschichte in der ersten Hälfte des 20. Jahrhunderts.“ (Gerd Wiegel – Zeitschrift für marxistische Erneuerung) „Robert Cohen zeigt mit diesem Roman, was Literatur sein kann: Der Stachel, der einem taub gewordenen Bewusstsein den Schmerz zufügt, der den Kontakt mit einer schon abgetan geglaubten, der Wahrnehmung entzogenen Vergangenheit wieder herstellt. Es ist unmöglich, diesen Roman zu lesen und nicht Partei zu ergreifen. Er führt vor, was engagiertes Schreiben heute bedeuten kann und gehört zum Besten, was in den letzten zwanzig Jahren geschrieben wurde.“ (Peter Jehle – junge Welt)

## Ausgaben
- Robert Cohen: Exil der frechen Frauen. Rotbuch Verlag, Berlin 2009.
  - 2. Auflage 2009.
  - 3. Auflage 2013.
- Taschenbuchausgabe: Unionsverlag Zürich 2020.
- Spanische Ausgabe: El exilio de las mujeres atrevidas. Trad. Jesús de la Hera. La Oveja Roja, Madrid 2018.

## Rezensionen und wissenschaftliche Arbeiten (Auswahl)
- Erwin Riess: Nehmen, was frau braucht. Hrsg.: Die Presse. 13. März 2009.
- Bettina Spoerri: aus der Perspektive dreier Frauen. Robert Cohens Romandébut Exil der frechen Frauen. In: Neue Zürcher Zeitung (Hrsg.): Europäische Geistesgeschichte. 20. März 2009.
- Silvia Schlenstedt: Olga Benario, Ruth Rewald, Maria Osten – Freche Frauen, durch die Robert Cohen das 20. Jahrhundert erkundet. In: Neues Deutschland (Hrsg.): Widerständiges Leben. 28. März 2009.
- Luitgard Koch: Weiblicher Widerstand im Schatten männlicher Dominanz. In: literaturkritik.de. 24. Juni 2009.
- Peter Jehle: Morgenröte der Menschheit. Robert Cohens Roman „Das Exil der frechen Frauen“ 11. August 2009 / Feuilleton / Seite 12. In: junge Welt. 11. August 2009, S. 12.
- Thomas Barfuss: Das Argument. Band 51, Nr. 282, April 2009, S. 666–669.
- Dirk Krüger: Robert Cohens Exil der frechen Frauen. In: Unsere Zeit (Hrsg.): Lehren fürs Denken und Handeln. 24. August 2009.
- Helen Fehervary: The Brecht Yearbook. Band 34, 2009, S. 328–331.
- Jürgen Schutte: Neuerscheinungen. In: Notizblätter. Mitteilungen der Internationalen Peter-Weiss-Gesellschaft. 30. Oktober 2009, S. 3.
- Joachim Lucchesi: Widerstand ist weiblich. In: Lesart. Januar 2010, S. 40–41.
- Margrid Birckeni: Argonautenschiff. Jahrbuch der Anna Seghers-Gesellschaft. Nr. 19, 2010, S. 348–351.
- Gerd Wiegel: Z. Zeitschrift für Marxistische Erneuerung. Nr. 86, Juni 2011, S. 203–207.
- Hiltrud Arens: „So frech möchte ich auch sein“: Robert Cohens Exil der frechen Frauen: Deutsche Vergangenheit im europäischen Kontext. In: Helmut Peitsch (Hrsg.): Nachkriegsliteratur als öffentliche Erinnerung. De Gruyter, 2018, S. 334–348.
- Rudolf von Bitter: Tragische Frauen. Rezension der Taschenbuchausgabe. In: Süddeutsche Zeitung. 9. März 2020.